# Инвериго
Инвериго (итал. Inverigo) — коммуна в Италии, располагается в регионе Ломбардия, подчиняется административному центру Комо.
Население составляет 8209 человек (на 2004 г.), плотность населения составляет 884 чел./км². Занимает площадь 9 км². Почтовый индекс — 22044. Телефонный код — 031.
Покровителем населённого пункта считается святой Амвросий Медиоланский. Праздник ежегодно празднуется 7 декабря.